# Dichloorazijnzuur
Dichloorazijnzuur (doorgaans afgekort tot DCA) is een organische verbinding die afgeleid is van azijnzuur waarbij 2 waterstofatomen vervangen zijn door chloor, waardoor een sterker zuur ontstaat.

## Toxicologie en veiligheid
Dichloorazijnzuur is een corrosieve en toxische kleurloze vloeistof. Blootstelling kan gebeuren door inademing van damp of aerosol, of via de huid. De stof is corrosief voor de ogen, huid en luchtwegen en ze kan ernstige brandwonden veroorzaken. Inademing van de damp kan longoedeem veroorzaken.
De geconjugeerde base kan oraal ingenomen worden in zoutvorm met natrium.
Bij verhitting ontleedt de stof en komen giftige en corrosieve dampen vrij, waaronder zoutzuur.
De stof is een sterk zuur en reageert hevig met basen. Hij tast metalen aan en maakt daarbij ontvlambaar waterstofgas vrij.

## Mogelijke toepassing als kankermedicijn
Er is een Canadese studie die in een eerste fase aantoont dat dichloorazijnzuur (Dichloroacetate of DCA) mogelijks celdood zou kunnen veroorzaken in kankercellen. Omdat dichloorazijnzuur een bestaande organische verbinding is, lukt het niet om de stof te patenteren. Critici stellen dat dit verklaart waarom de farmaceutische industrie dit kankermedicijn niet verder onderzoekt.

## Bijwerking
Eerder onderzoek heeft aangetoond dat dichloorazijnzuur een hoge neurotoxiciteit heeft en het product is geclassificeerd als carcinogeen omdat het leverkanker veroorzaakt.